# Soslán Ktsóyev
Soslán Mairbékovich Ktsóyev –en ruso, Сослан Маирбекович Кцоев– (Beslán, 7 de octubre de 1982) es un deportista ruso de origen osetio que compite en lucha libre. Ganó una medalla de bronce en el Campeonato Mundial de Lucha de 2010 y una medalla de oro en el Campeonato Europeo de Lucha de 2009.

## Palmarés internacional
| Campeonato Mundial | Campeonato Mundial | Campeonato Mundial | Campeonato Mundial |
| Año                | Lugar              | Medalla            | Categoría          |
| ------------------ | ------------------ | ------------------ | ------------------ |
| 2010               | Moscú (Rusia)      | Medalla de bronce  | 84 kg              |
| Campeonato Europeo |                    |                    |                    |
| Año                | Lugar              | Medalla            | Categoría          |
| 2009               | Vilna (Lituania)   | Medalla de oro     | 84 kg              |